# Igelsjön (Väddö socken, Uppland)
Igelsjön är en sjö i Norrtälje kommun i Uppland och ingår i Skeboån-Broströmmens kustområde.